# Compsocerus
Compsocerus é um gênero de insetos da ordem Coleoptera e da família Cerambycidae, subfamília Cerambycinae, classificado por Jean Guillaume Audinet-Serville, em 1834, ao descrever sua espécie-tipoː Compsocerus barbicornis; agora contendo sete espécies de besouros fitófagos neotropicais cujos integrantes são abrangentemente conhecidos por besouros serradores ou serra-paus e apenas uma espécie deste gênero, Compsocerus violaceus, mais popularmente denominada besouro-viola ou besouro-guitarrista.

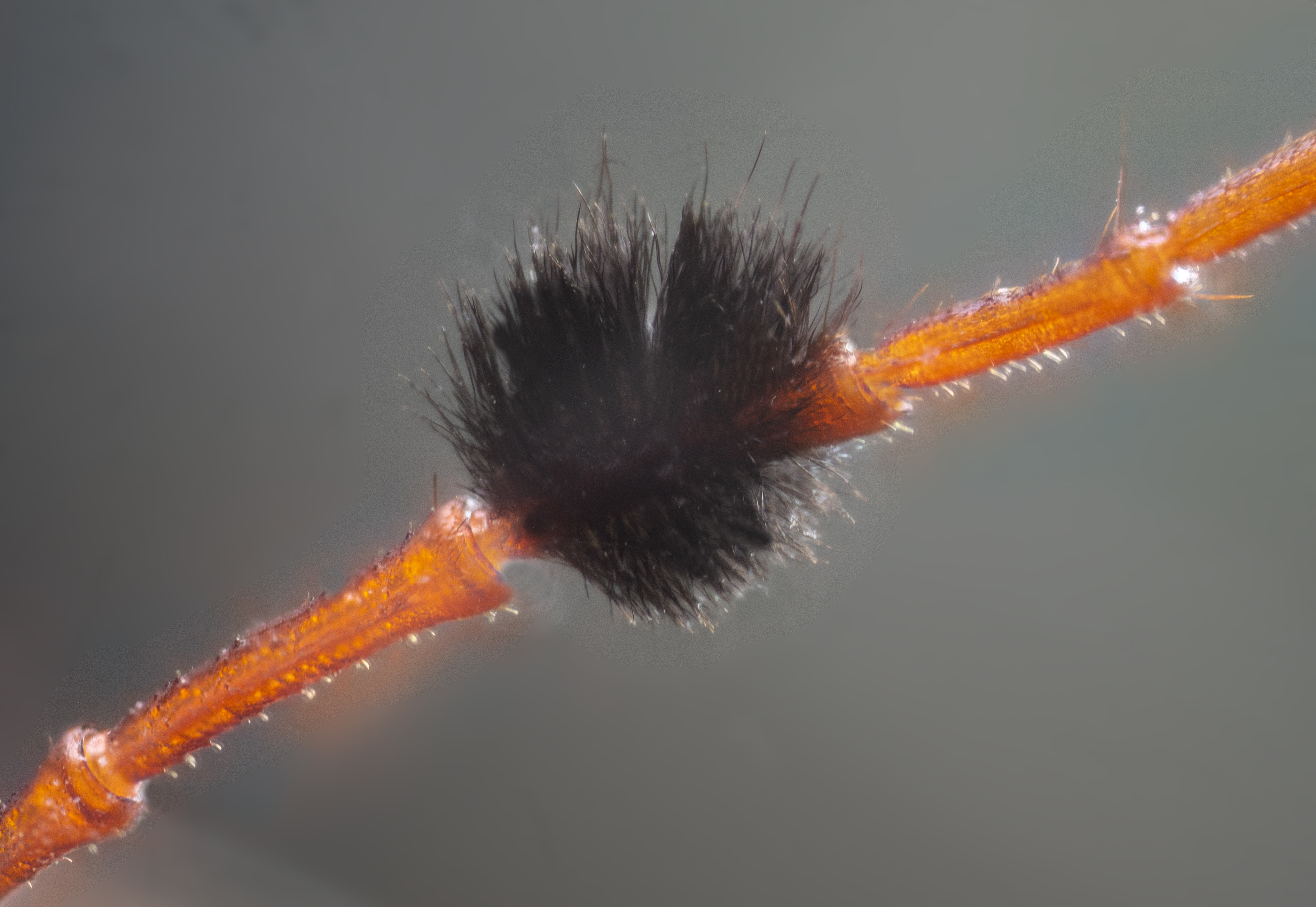
Todas as espécies do gênero Compsocerus Audinet-Serville, 1834[1] possuem pequenos tufos localizados em suas antenas.

## Espécies e distribuição
- Compsocerus barbicornis Audinet-Serville, 1834; Brasil
- Compsocerus bicoloricornis Schwarzer, 1923; Brasil
- Compsocerus chevrolati Gounelle, 1910; Brasil
- Compsocerus deceptor Napp, 1976; Brasil
- Compsocerus parviscopus (Burmeister, 1865); Argentina
- Compsocerus proximus Napp, 1977; Argentina, Bolívia e Brasil
- Compsocerus violaceus (White, 1853); Uruguai, Argentina, Paraguai, Brasil e Bolívia[1][3]